# Ciambellano del Giappone

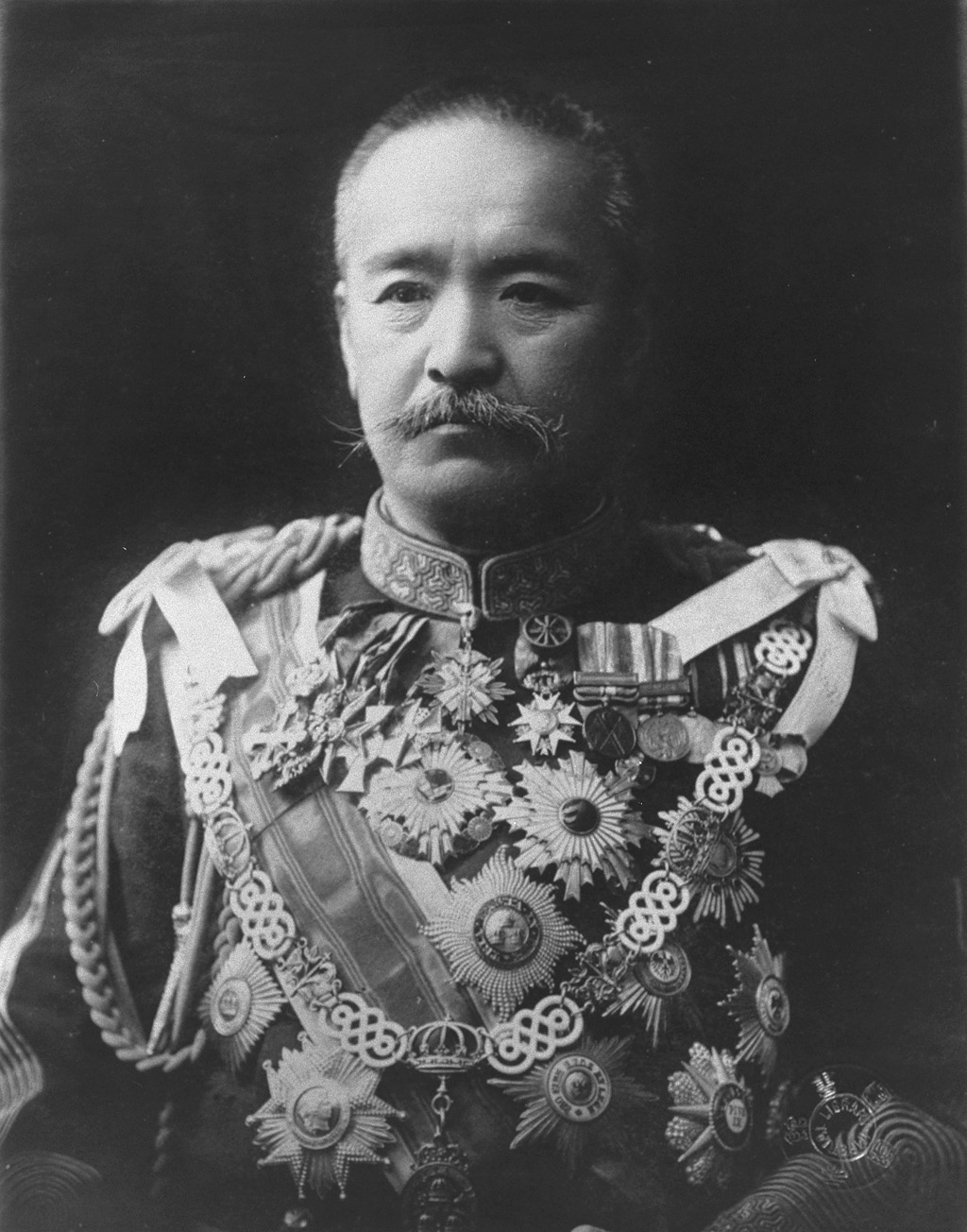
Katsura Tarō, 1912

Il Gran Ciambellano del Giappone (侍従?, Jijū, formalmente letto come omobito-machigimi) è il capo funzionario della Corte Imperiale giapponese, aiutante dell'imperatore del Giappone. Egli è anche detentore del Sigillo Privato e del Sigillo di Stato ed è identificato come il più importante dei ruoli civili sin dal periodo Meiji. Attualmente il Gran Ciambellano, assistito da un vice-ciambellano, è responsabile dell'Agenzia della Casa Imperiale che organizza giorno per giorno la vita e gli impegni dell'imperatore.

## Storia
Secondo il Codice Taihō dell'VIII secolo, il Ciambellano era una carica compresa nel Ministro del Centro. Quando il kurōdodokoro (蔵人所?) venne istituito durante il periodo Heian, il ruolo del Ciambellano venne presto ridotto d'influenza e limitato unicamente a questioni formali. Nel 1869, il Ciambellano divenne il ministro della casa imperiale.
Dopo la Seconda guerra mondiale, i ciambellani ebbero un ruolo sempre più personale e meno governativo, in diretto rapporto con la figura dell'imperatore, annunciando ufficialmente i decreti dell'imperatore e contribuendo all'organizzazione della vita di corte.
Anche il principe ereditario del Giappone dispone di un proprio ciambellano che è chiamato Ciambellano del Palazzo Orientale (東宮侍従?) dal momento che il principe ereditario risiede nel cosiddetto Palazzo Orientale, ed ha il compito di organizzare gli impegni del principe ereditario come rappresentante della corona giapponese.

## Elenco dei Gran Ciambellani del Giappone
(dopo il periodo Meiji)

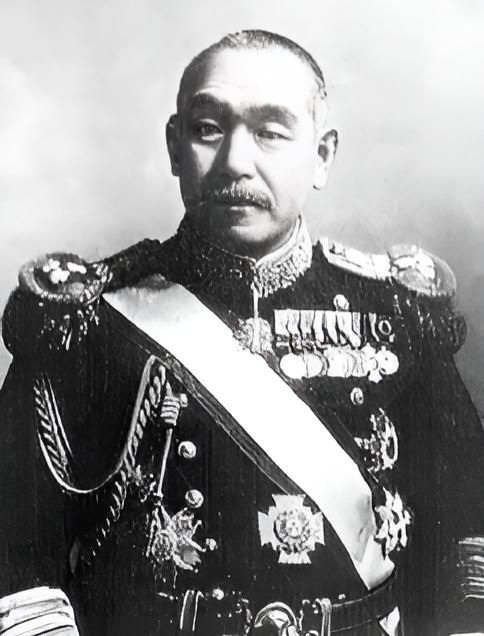
Suzuki Kantarō, 1929–36

- Tokudaiji Sanetsune (徳大寺実則), 1871–77
- Kawase Masataka (河瀬真孝), 1871–73
- Higasikuze Michitomi (東久世通禧), 1871–77
- Yamaguchi Tadasada (山口正定), 1878–84
- Yoneda Torao (米田虎雄), 1878–84
- Tokudaiji Sanetsune (徳大寺実則), 1884–12
- Hatano Norinao (波多野敬直), 1912
- Katsura Tarō (桂太郎), 1912
- Takatsukasa Hiromichi (鷹司煕通), 1912–18
- Ogimachi Sanemasa (正親町実正), 1919–22
- Tokugawa Satotaka (徳川達孝), 1922–27
- Chinda Sutemi (珍田捨巳), 1927–1929
- Suzuki Kantarō (鈴木貫太郎), 1929–36
- Hyakutake Saburō (百武三郎), 1936–44
- Fujita Hisanori (藤田尚徳), 1944–47

(dopo il rafforzamento della Costituzione del Giappone con la fine della Seconda guerra mondiale)
- Ōgane Masujirō ([大金益次郎), 1947–48
- Mitani Takanobu (三谷隆信), 1948–65
- Inada Syūichi (稲田周一), 1965–69
- Irie Sukemasa (入江相政), 1969–85
- Tokugawa Yoshihiro (徳川義寛), 1985–88
- Yamamoto Satoru (山本悟), 1988–96
- Watanabe Makoto (渡邉允), 12 dicembre 1996–2007
- Kawashima Yutaka (川島裕), 2007–